# Parafia Chrystusa Króla w Krajnie
Parafia Chrystusa Króla w Krajnie – parafia rzymskokatolicka z siedzibą w Krajnie, znajdująca się w diecezji kieleckiej, w dekanacie bodzentyńskim.